# Liga senegalesa de fútbol 2021-22
La Liga senegalesa de fútbol 2021-22, fue la 59° temporada de la Liga senegalesa de fútbol y la decimocuarta bajo el nombre de Ligue 1, la competición de fútbol de Primera División de Senegal. La temporada comenzó el 20 de noviembre de 2021 y finalizó en julio de 2022.
El Teungueth FC es el campeón defensor, Casa Sport finaliza en primer lugar y gana su segundo título de liga, al ganar también la Copa de Senegal el club logra el doblete.

## Tabla
| Pos. | Equipo                | Pts. | PJ | G  | E  | P  | GF | GC | Dif. | Clasificación o descenso            |
| ---- | --------------------- | ---- | -- | -- | -- | -- | -- | -- | ---- | ----------------------------------- |
| 1    | Casa Sports (C)       | 47   | 26 | 12 | 11 | 3  | 30 | 17 | +13  | Clasificado a Liga de Campeones CAF |
| 2    | ASC Jaraaf            | 45   | 26 | 12 | 9  | 5  | 29 | 17 | +12  |                                     |
| 3    | Génération Foot       | 42   | 26 | 11 | 9  | 6  | 34 | 18 | +16  |                                     |
| 4    | Guédiawaye FC         | 41   | 26 | 11 | 8  | 7  | 29 | 28 | +1   |                                     |
| 5    | AS Douanes            | 38   | 26 | 11 | 5  | 10 | 20 | 23 | −3   |                                     |
| 6    | AS Pikine             | 37   | 26 | 9  | 10 | 7  | 28 | 22 | +6   |                                     |
| 7    | Teungueth FC          | 36   | 26 | 8  | 12 | 6  | 28 | 20 | +8   |                                     |
| 8    | Diambars FC           | 34   | 26 | 9  | 7  | 10 | 23 | 18 | +5   |                                     |
| 9    | AS Dakar Sacré-Cœur   | 32   | 26 | 7  | 11 | 8  | 16 | 15 | +1   |                                     |
| 10   | ASC Linguère          | 31   | 26 | 7  | 10 | 9  | 14 | 18 | −4   |                                     |
| 11   | CNEPS Excellence      | 30   | 26 | 8  | 6  | 12 | 15 | 25 | −10  |                                     |
| 12   | US Gorée              | 29   | 26 | 7  | 8  | 11 | 17 | 24 | −7   |                                     |
| 13   | ASEC Ndiambour (D)    | 26   | 26 | 6  | 8  | 12 | 14 | 29 | −15  | Relegado                            |
| 14   | Mbour Petite-Côte (D) | 18   | 26 | 4  | 6  | 16 | 13 | 36 | −23  | Relegado                            |

 Fuente: Soccerway
|                                      |
| Campeón                              |
| Casa Sports de Ziguinchor 2.° título |